# Goniopteris gracilis
Goniopteris gracilis là một loài dương xỉ trong họ Thelypteridaceae. Loài này được T.Moore & Houlston mô tả khoa học đầu tiên năm 1856.
Danh pháp khoa học của loài này chưa được làm sáng tỏ. 